# Alain Borner
Alain Borner, né le 10 mai 1932 à Genève et est mort le 1er août 2019, est un homme politique genevois, membre du Parti radical-démocratique.

## Biographie
Né à Versoix et fils du député radical Walter Borner, il est fonctionnaire de l'état avant de devenir cadre chez Du Pont de Nemours (1959-1977 ; il s'occupe du marketing, du manufacturing, de l’informatique et du système de gestion). Il est ensuite consultant indépendant en gestion dès 1985. Il a aussi été à l’état-major dans l’aviation.
Membre du Parti radical à partir de 1954, il préside les Jeunesses radicales puis préside et restructure le parti cantonal entre 1975 et 1977. Élu à deux reprises député au Grand Conseil genevois (1973-1977 et 1985-1987), il siège dans l'intervalle au Conseil d'État de 1977 à 1985 où il dirige le département de l'économie publique et le département militaire.  Peu après son élection, il présente un projet de loi ayant pour but de protéger la sphère privée de la population contre les indiscrétions des systèmes informatisés (Genève est le premier canton à le faire). 
Durant son mandat, il crée aussi l'Office cantonal de l'emploi et les postes de délégués à l'énergie et aux affaires économiques. Par ailleurs il est président du Conseil d'État en 1983-1984. Il n'est pas réélu au gouvernement en 1985. Il dira plus tard que c'est l'un de ses très rares regrets, mais « qu'on ne doit pas vivre avec des regrets, au risque de devenir amer. Alors il faut les éliminer. » Un autre regret était de ne pas avoir été pilote chez Swissair. 
Délégué de l'État de Genève au conseil d'administration de Swissair entre 1979 et 1987, il est par ailleurs président du comité de l'Office du tourisme de Genève (1990-1994) et du comité permanent d'Air Forum (Conférence internationale de l'aviation civile) dès 1991.
L'ancien conseiller d'État se dit en revanche préoccupé par la situation politique à Genève. Il dit par exemple que « depuis une quinzaine d'années, on sait que l'on ne maîtrise plus le budget cantonal, que des mesures doivent être prises, mais jamais rien n'est réellement entrepris. Là, il me semble que l'équipe en place au gouvernement a le courage de le dire et de faire des propositions pour avancer. Malheureusement, elle n'est pas suivie. J'ai été par ailleurs très attristé de voir des gendarmes faire grève. Le respect et la confiance dans les institutions se perdent. Mais on doit aussi se poser la question : était-ce mieux avant ? »
Il meurt en août 2019 à l'âge de 87 ans. La classe politique lui rend hommage ; le définissant comme homme très respectueux de l'opinion contradictoire. L'ancien conseiller d'État Gérard Ramseyer, également de Versoix, le décrit comme « un monsieur d’une très grande gentillesse...., bienveillant envers tout le monde. Quand un élu exprimait un avis contraire au sien, c’est lui qui montait au front pour calmer les ardeurs de ceux qui le défendaient ».
Il a écrit « aimer son pays...est-ce ringard ».

### Source
- « alain Borner » dans le Dictionnaire historique de la Suisse en ligne.